# Почётные звания Республики Марий Эл
Почётное звание Республики Марий Эл — государственная награда Республики Марий Эл, присваивается за высокое профессиональное мастерство, а также иные заслуги в государственном, хозяйственном, социально-культурном строительстве и активное участие в общественной жизни страны и республики. С 1993 года устанавливаются Государственным Собранием Республики Марий Эл (до 1993 — Президиумом Верховного Совета Марийской АССР, Марийской ССР), присваиваются Главой Республики Марий Эл (ранее Президиумом Верховного Совета Марийской АССР, Марийской ССР; до 2011 года — Президентом Республики Марий Эл) с 1992 года.

## Почётные звания высшего ранга
- Народный артист Республики Марий Эл
- Народный писатель Республики Марий Эл
- Народный поэт Республики Марий Эл
- Народный учитель Республики Марий Эл
- Народный художник Республики Марий Эл

## Почётные звания низшего ранга
- Заслуженный артист Республики Марий Эл
- Заслуженный врач Республики Марий Эл
- Заслуженный деятель искусств Республики Марий Эл
- Заслуженный деятель науки Республики Марий Эл
- Заслуженный журналист Республики Марий Эл
- Заслуженный изобретатель Республики Марий Эл
- Заслуженный лесовод Республики Марий Эл
- Заслуженный машиностроитель Республики Марий Эл
- Заслуженный работник жилищно-коммунального хозяйства Республики Марий Эл
- Заслуженный работник здравоохранения Республики Марий Эл
- Заслуженный работник культуры Республики Марий Эл
- Заслуженный работник лёгкой промышленности Республики Марий Эл
- Заслуженный работник лесной промышленности Республики Марий Эл
- Заслуженный работник образования Республики Марий Эл
- Заслуженный работник пищевой индустрии Республики Марий Эл
- Заслуженный работник связи Республики Марий Эл
- Заслуженный работник сельского хозяйства Республики Марий Эл
- Заслуженный работник социальной защиты населения Республики Марий Эл
- Заслуженный работник сферы обслуживания населения Республики Марий Эл
- Заслуженный работник транспорта Республики Марий Эл
- Заслуженный работник физической культуры Республики Марий Эл
- Заслуженный рационализатор Республики Марий Эл
- Заслуженный строитель Республики Марий Эл
- Заслуженный художник Республики Марий Эл
- Заслуженный экономист Республики Марий Эл
- Заслуженный энергетик Республики Марий Эл
- Заслуженный юрист Республики Марий Эл